# 宋清
宋清，小说《水浒传》中人物，山东郓城县人氏，宋江的弟弟，渾號「鐵扇子」，老實憨厚，負責梁山泊的宴席。宋江从江州獲救上梁山后，连累其弟和父亲被官府捉拿，幸亏由吴用派遣李逵、刘唐、石勇、李立等人救上梁山。接受招安，征辽和讨方腊后宋清受封为武奕郎，但是回乡继续务农，供奉祖宗香火。生一子宋安平，應赴科舉，官至秘書學士。 
根據《水滸後傳》中的描述，宋清追隨了出海暹羅稱王的李俊，擔任了光祿寺正卿的官職。

## 绰号
对宋清的绰号“铁扇子”的含义，后世解读不一。
- 一说认为取“铁做的扇子不能用”之意，讥讽宋清无用，只是靠哥哥的裙带关系做了头领。[2][3]
- 一说根据宋人有用铁扇子做护具的记载，如《三朝北盟会编》卷二百五“王进出入以铁扇为蔽”，是比喻宋清是宋江的护卫或得力帮手之义。[4][5]
- 一说把“铁”和“扇子”拆开，认为“铁”指做事稳妥不出差错，“扇子”则象征内务管家的身份，综合起来是对宋清主持山寨后勤工作的夸奖。[6][7]

## 影视形象
- 1983年山东版《水浒》：李健国
- 1998年央视版《水浒传》：李宝军
- 2011年版《水浒传》：李小龙